# Espace urbain Rodez-Decazeville
L'espace urbain Rodez-Decazeville est un espace urbain français  constitué autour des villes de Rodez, chef-lieu de l'Aveyron, et de Decazeville.
En 1999, sa population en faisait le 39e espace urbain français, juste après celui d'Albi (Tarn).

## Caractéristiques
Dans les limites définies en 1999 par l'INSEE, l'espace urbain Rodez-Decazeville comprend 36 communes, toutes situées dans l'Aveyron, dont 10  urbaines et 16 rurales.
Il s’agit d’un espace urbain multipolaire composé de deux aires urbaines :
- l'aire urbaine de Rodez (25 communes dont 5 urbaines),
- l'aire urbaine de Decazeville (8 communes dont 5 urbaines),

et de 3 communes dites multipolarisées : Marcillac-Vallon, Saint-Christophe-Vallon et Auzits, qui sont des communes rurales.
Tableau (données démographiques2006)
| Éléments                    | Département | Population (hab) | Superficie (km²) | Densité (hab/km²) | Nombre de communes |
| --------------------------- | ----------- | ---------------- | ---------------- | ----------------- | ------------------ |
| Aire urbaine de Rodez       | Aveyron     | 69 216           | 738,50           | 93,7              | 25                 |
| Aire urbaine de Decazeville | Aveyron     | 18 791           | 112,22           | 194,2             | 8                  |
| Communes multipolarisées    | Aveyron     | 3 346            | 162,15           | 20,6              | 3                  |
|                             |             | 91 353           | 1 012,87         | 100,3             | 36                 |

## Démographie
Tableau de l'évolution de la population des communes de l'espace urbain Rodez-Decazeville de 1936 à 2006 :
| 1936   | 1954   | 1962   | 1968   | 1975   | 1982   | 1990   | 1999   | 2006   |
| ------ | ------ | ------ | ------ | ------ | ------ | ------ | ------ | ------ |
| 75 798 | 78 130 | 78 645 | 79 583 | 84 684 | 88 222 | 88 346 | 88 180 | 91 353 |